# Conquest (singolo)
Conquest è una canzone scritta da Corky Robbins e pubblicata nel 1950 da Patti Page. Nel 2007 la band punk blues The White Stripes ne realizza una cover inserita nell'album Icky Thump, con la collaborazione di Regulo Aldama alla tromba. La versione di Patti Page di Conquest è stata presentata su eBay nell'autunno del 2007. La canzone è stata usata in diversi spot pubblicitari nel 2013, tra cui i camion Ram "Got Away", ed è stata inclusa nella colonna sonora del film Machete Kills di Robert Rodriguez.